# زاميا نارية الأوراق
زاميا نارية الأوراق (الاسم العلمي:Zamia pyrophylla) هي نوع من النباتات تتبع جنس الزاميا من الفصيلة الزامية.